# Чап, Франтишек
Франтишек Чап (чеш. František Čáp; 7 декабря 1913, Чаховице, Австро-Венгрия (ныне Чехия) — 12 января 1972, Пиран, Югославия (ныне Словения)) — чехословацкий кинорежиссёр.
За свою жизнь поставил 32 полнометражных фильма.
Фильм Франтишека Чапа «Ночной мотылёк» («Noční motýl») удостоен специального упоминания жюри (Targa di segnalazione) 9-го Венецианского кинофестиваля 1941 года.
Лента «Люди без крыльев» (1946) вместе с ещё десятью фильмами была удостоена «Гран-при» (главного приза) Каннского кинофестиваля.